# John Casey

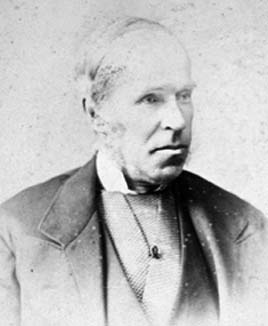
John Casey.

John Casey (Kilbehenny, 12 mei 1820 - Dublin, 3 januari 1891) was een Iers meetkundige. Hij is bekend van de naar hem genoemde stelling van Casey, die een eigenschap geeft van raaklijnen als vier cirkels raken aan een vijfde, vaste, cirkel (een uitbreiding van het raakprobleem van Apollonius). Hij gaf ook verschillende nieuwe bewijzen van stellingen van de euclidische meetkunde en nieuwe inzichten daarin. Hij en Émile Lemoine (1840−1912) worden beschouwd als grondleggers van de moderne meetkunde van de driehoek en de cirkel.

## Leven en werk
Casey werd geboren in Kilbehenny (County Limerick, Ierland) en kreeg zijn eerste onderwijs in het dichtbij gelegen Mitchelstown. Hierna werd hij leraar en later (in 1854) directeur van een school in Kilkenny die onder centraal bestuur stond. Hij maakte daar kennis met de wiskunde. Een door hem gevonden kort bewijs van het sluitingstheorema van Poncelet bracht hem in contact met de aan het Trinity College (University of Dublin) werkzame wiskundigen Richard Townsend en George Salmon, die hem adviseerden wiskunde te gaan studeren.
In 1858 ging Casey dan ook colleges volgen aan het Trinity College. In 1862 studeerde hij daar af. Al tijdens zijn studie publiceerde hij over enkele meetkundige onderwerpen.
Hierna werkte hij van 1862 tot 1873 als leraar aan de Kingstown School in (Dún Laoghaire).Van 1862 tot 1868 was hij ook een van de redacteuren van het tijdschrift Messenger of Mathematics.
De in 1854 opgerichte Catholic University of Ireland (Dublin) bood hem In 1873 een hoogleraarschap aan, en iets later kwam het Trinity College met het aanbod een speciale leerstoel voor hem te creëren. Dat aanbod sloeg hij af omdat hij zich aan de Catholic University gebonden voelde. Hij bleef daar als hoogleraar hogere wiskunde en natuurkunde tot 1881. Daarna volgde zijn benoeming tot lector wiskunde aan het University College in Dublin, welke functie hij bekleedde tot zijn dood 1891. Hij werd begraven op Glasnevin Cemetery (Dublin).
Casey werd in 1866 lid van de Royal Irish Academy en trad in 1880 toe tot de ‘council’. Ook was hij ‘fellow’ van de Royal Society of London (1875). Hij ontving zowel van het Trinity College (1869) als van de Royal University (1885) een eredoctoraat in de rechten. Hij hield van de Ierse taal en was daarom zijn leven lang lid van de Gaelic Union en van de Society for the Preservation of the Irish Language.

## Boeken
John Casey heeft meer dan 25 onderzoeksartikelen gepubliceerd en 6 studieboeken geschreven. Zijn geannoteerde editie (1882) van De Elementen van Euclides bevat een verzameling meetkundige problemen die hij met Richard Townsend had verzameld. Het meest invloedrijke is echter zijn in 1886 uitgegeven A Sequel to the First Six Books of Euclid, waarin hij de op dat moment meest recente resultaten van de vlakke meetkunde in de vorm van een leerboek samenbracht.
- 1880: On Cubic Transformations. Via: HaithiTrust.
- 1881: On Cyclides and Sphero-quartics. Via: Internet Archive
- 1882: The First Six Books of the Elements of Euclid. Via: Project Gutenberg
- 1885: A Treatise on the Analytic Geometry of the Point, Line, Circle and Conic Sections. Via: Internet Archive

1893: A Treatise…, tweede druk.' Via: Internet Archive
- 1886 A Sequel to the First Six Books of Euclid, 4th edition, 1904. Via: Internet Archive
- 1886: A Treatise on Elementary Trigonometry. Via: Internet Archive
- 1888: A Treatise on Plane Trigonometry containing an account of the Hyperbolic Functions. Via Internet Archive
- 1889: A Treatise on Spherical Trigonometry. Via: Internet Archive